# Euclasea splendens
Euclasea splendens är en skalbaggsart som först beskrevs av August Reichensperger 1924.  Euclasea splendens ingår i släktet Euclasea och familjen stumpbaggar. Inga underarter finns listade i Catalogue of Life.